# 29번가의 기적
《29번가의 기적》(29th Street)은 미국에서 제작된 조지 갤로 감독의 1991년 드라마, 코미디 영화이다. 대니 에일로 등이 주연으로 출연하였고 데이비드 퍼멋 등이 제작에 참여하였다.

## 출연

### 주연
- 대니 에일로
- 안소니 라파글리아

### 조연
- 레이니 카잔
- 프랭크 퍼스
- 로버트 포스터

## 기타
- 공동제작: 엘렌 어윈
- 협력프로듀서: 프랭크 퍼스
- 협력프로듀서: 제임스 프란시스커스
- 의상: 페기 파렐
- 배역: 루이스 디지아이모